# Liste der denkmalgeschützten Objekte in Bukovec u Horšovského Týna
Grundlage dieser Liste der denkmalgeschützten Objekte in Bukovec u Horšovského Týna ist die ÚSKP-Liste (Ústřední seznam kulturních památek České republiky, deutsch Zentrale Liste der Kulturdenkmäler der Tschechischen Republik), die von der tschechischen Denkmalschutzbehörde NPÚ (Národní památkový ústav, deutsch Nationale Denkmalbehörde) seit 1987 geführt wird und an die seit dem Jahr 1850 geschaffenen Listen anschließt.

## Denkmalgeschützte Objekte nach Ortsteilen

### Bukovec u Horšovského Týna
| Lage                                        | Objekt                   | Beschreibung | ÚSKP-Nr.                  | Bild                     |
| ------------------------------------------- | ------------------------ | ------------ | ------------------------- | ------------------------ |
| Bukovec 1, hinter der Kirche (Standort)     | Pfarrhaus und Schloss    |              | 46990/4-2046 Info Katalog | Pfarrhaus und Schloss    |
| Bukovec, in der Mitte des Dorfes (Standort) | Kirche Mariä Himmelfahrt | gotisch      | 25474/4-2045 Info Katalog | Kirche Mariä Himmelfahrt |